# ميخائيل ألفارو
ميخائيل ألفارو (بالإسبانية: Mikel Álvaro Salazar)‏ (20 ديسمبر 1982 بأموريو في إسبانيا - ) هو لاعب كرة قدم إسباني في مركز الوسط. لعب مع أوريرا فيتوريا ونادي أوكلاند سيتي ونادي إنتر باكو ونادي باراكالدو ونادي دينامو تبليسي ونادي لاردة ونومانسيا والنادي الرياضي بدانية وAmurrio Club ‏.

## وصلات خارجية
- ميخائيل ألفارو على موقع الاتحاد الدولي (مؤرشف)  (الإنجليزية)
- ميخائيل ألفارو على موقع قاعدة بيانات كرة القدم.إي يو (الإنجليزية)
- ميخائيل ألفارو على موقع Soccerway.com (الإنجليزية)